# San Sebastián
För andra betydelser, se San Sebastián (olika betydelser).

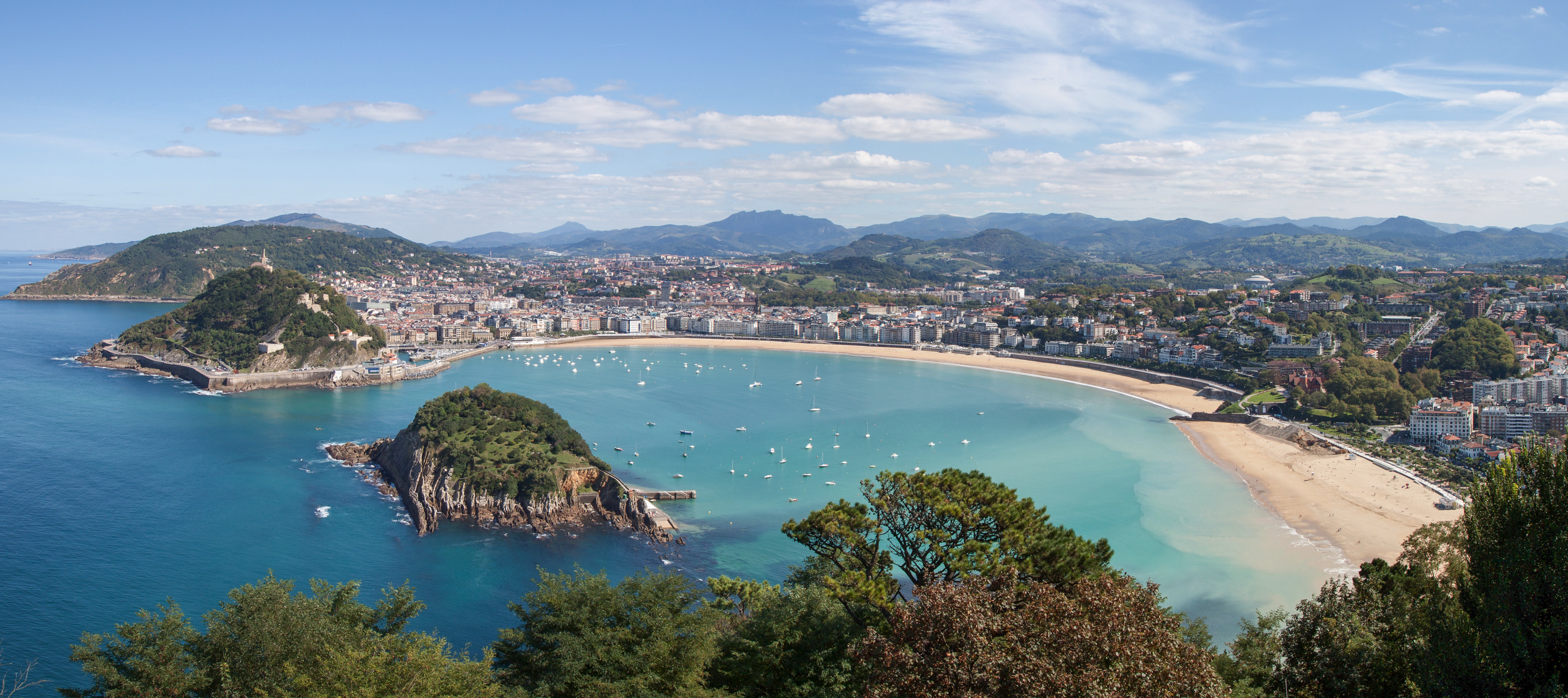
Bukten vid San Sebastián.

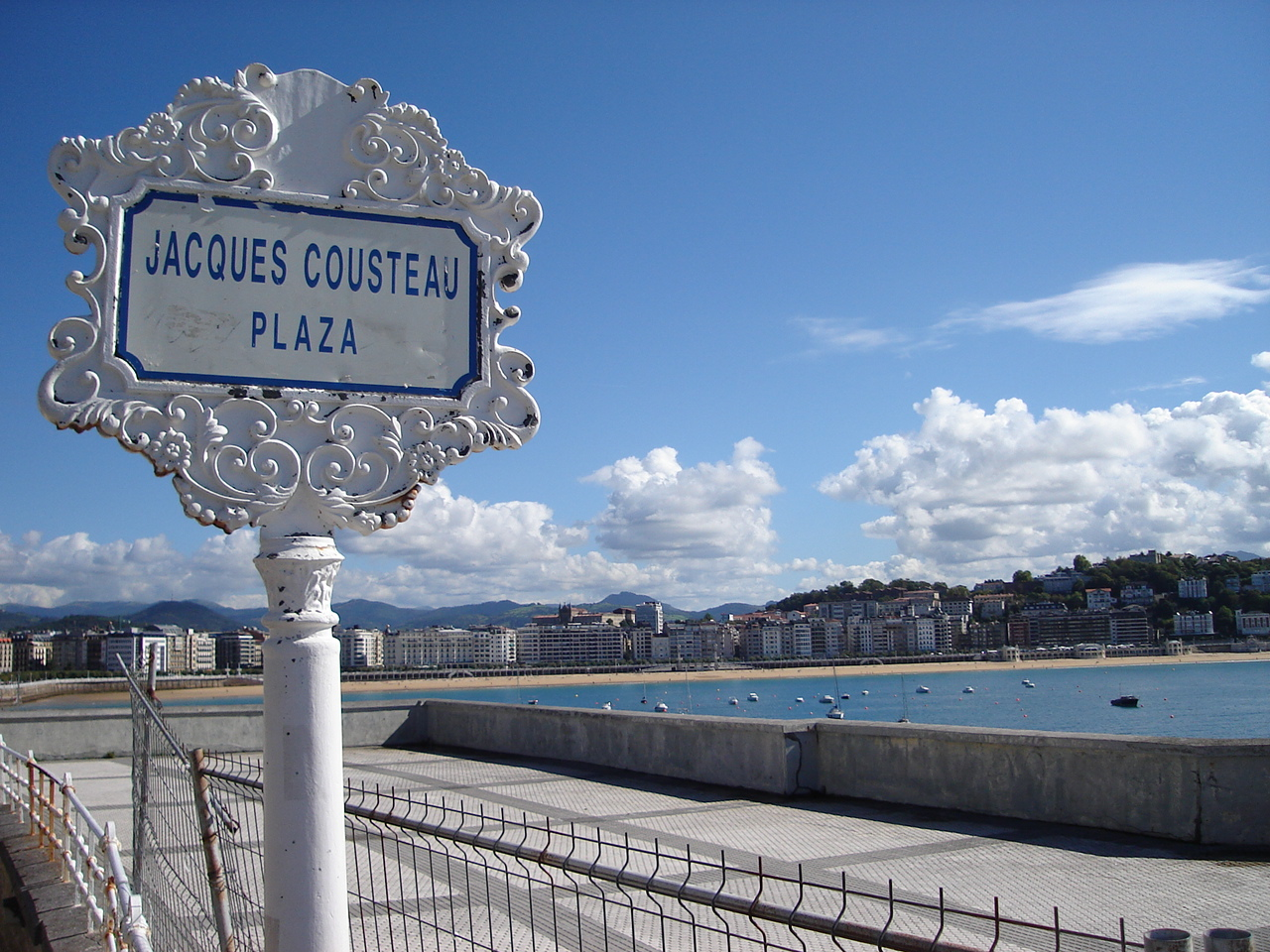
Plaza Jacques Cousteau.

San Sebastián (spanskt uttal: [san seβasˈtjan], baskiska: Donostia [doˈnos̺ti.a], officiellt namn: Donostia/San Sebastián) är en stad och kommun i den autonoma regionen Baskien i norra Spanien. Staden ligger vid Biscayabukten, cirka 16 kilometer väster om gränsen till Frankrike. San Sebastián är centralort i provinsen Gipuzkoa. Kommunen har 189 093 invånare (2024), på en yta av 60,89 km². Invånarantalet gör San Sebastián till en av Baskiens största städer.

## Historia
Staden grundades 1181 av Sancho VI av Navarra och fungerade som en handelshamn för inlandet. Platsen var dock redan 1014 omnämnd som ett fiskeläge. Både det spanska och det baskiska namnet kommer från Sankt Sebastian.
På 1700-talet blomstrade staden när det baskiska handelskompaniet med ensamrätt på all handel med Venezuela grundades.
Under det Spanska självständighetskriget intog tidigt franska styrkor staden 1808. Sent i kriget belägrades staden av koalitionen som intog, plundrade och brände ned större delen den 31 augusti 1813 vilket minneshålls än idag. Denna delen av staden kallas idag för gamla staden (parte vieja). Staden byggdes upp igen på samma stadsplan men i en nyklassicistisk stil. 
När stadsmurarna och befästningarna runt den gamla staden nedanför berget Urgull revs 1863 gjordes en rutnätsplan för expansionen ut över fälten söder ut, mellan floden i öster och bukten i väster fram till de första kullarna, detta är nu stadens centrum. Därefter utvidgades staden på den andra, den östra, sidan floden Urumea med stadsdelen Gros.
Under Belle époque blomstrade staden som en turistort för aristokratin, glansperioden fortsatte under och efter första världskriget. Många av de imponerande byggnaderna i centrum i så kallad rationalistisk stil byggdes under denna tid.
Det spanska inbördeskriget ledde till en massflykt från staden, efter kriget startades nya industrier och staden växte med arbetarkvarter sydost längs floden. Den växande industrin ledde till en betydande invandring från övriga delar av Spanien, stora bostadsområden byggdes runt staden. På 1970- och 1980-talet rådde stor social oro och politiska kontroverser. 
Sedan 1990-talet har staden satsat på turism som huvudsaklig verksamhet och mycket resurser har satsats på att renovera de gamla husen och modernisera staden. Ett monument över denna förnyelse är den nya kubformade Kursaal-byggnaden där filmfestivalen hålls och den förbättrade Zurriola-stranden gjord för bra surfing. Ett monument som är välbesökt är "vägen av luft" (paseo del aire) där vattnet slår mot väggen och trycker upp luft med kraft genom flera hål i marken.

## Ekonomi och aktiviteter
Staden har som de flesta kuststäder präglats av fiske och handel. Fram till mitten av 1800-talet var det även en viktig garnisonsstad.
San Sebastián är numera ett av Baskiens främsta turistmål. Den gamla pittoreska delen av staden har smala gränder fulla med matställen och ett litet hamnkvarter, men där fiskebodarna förut låg finns idag fisk- och skaldjursrestauranger (2023 noterades att staden hade åtta restauranger i Guide Michelin, varav tre trestjärniga). Den baskiska varianten av tapas benämns pintxos.
Stadens nyare centrala delar och strandpromenader har en viktoriansk arkitektur; staden var runt förra sekelskiftet en stor turiststad för den spanska kungafamiljen och adelskapet.
Varje år hålls en stor festival i staden, semana grande, med festivaltåg, konserter, tivolin, fyrverkerier och roddtävlingar. Staden är också känd för sin internationella filmfestival varje höst. San Sebastián utsågs tillsammans med Wrocław till Europas kulturhuvudstad 2016.
En anledning till att San Sebastián är ett av Baskiens stora turistmål är de två stora sandstränderna som sträcker ut sig på varsin sida om stadens centrum. La Concha ('Snäckan') är den största av stränderna, och räknas som en av världens finaste. Den utgör randen av Bahía de la Concha och i bukten ligger en liten ö, Isla de Santa Clara, dit det är lätt att ta sig en simtur från stranden. Den andra stranden, Zurriola, är den mer ungdomliga stranden; den är känd för sina stora vågor och goda surfingmöjligheter. Stadens ungdomskultur är präglad av just surfing.
Stadens stora fotbollsklubb är Real Sociedad.

## Kommunikationer
San Sebastián har järnvägsförbindelser till övriga Spanien samt finns frekventa förbindelser till Hendaye i Frankrike, med anslutning till det franska tågnätet. San Sebastiáns flygplats har inrikestrafik till bland annat Madrid. Närmsta flygplats med internationell trafik är flygplatsen i Biarritz i Frankrike (cirka 50 kilometer från San Sebastián).